# Lemat o uściskach dłoni
Dany jest graf prosty {\displaystyle G} o {\displaystyle n} wierzchołkach {\displaystyle (v_{1},v_{2},\dots ,v_{n})} i {\displaystyle m} krawędziach. Na mocy lematu o uściskach dłoni spełniona jest następująca własność:
{\displaystyle \sum _{i=1}^{n}\deg(v_{i})=2m.}
Powyższą własność nietrudno jest zrozumieć intuicyjnie: każda krawędź łączy dwa wierzchołki, a zatem dodając do siebie stopnie sąsiadujących wierzchołków (czyli liczby krawędzi wychodzących z nich), liczymy każdą z krawędzi dwukrotnie, co potwierdza prawdziwość powyższej własności. Wynika z tego również fakt, że w dowolnym grafie liczba wierzchołków o nieparzystych stopniach jest parzysta.
Jako pierwszy zauważył tę własność Leonhard Euler w 1736 roku.